# Parallel-akse-teoremet
Parallel-akse-teoremet beskriver sammenhængen mellem et legemes inertimoment og dets akse. Hvis inertimomentet omkring en akse igennem legemets massemidtpunkt er kendt, vil inertimomentet omkring en hvilken som helst anden parallel akse være givet ved det kendte inertimoment plus legemets masse gange distancen til legemets nye akse kvadreret. Teoremet kan udtrykkes ved formlen
{\displaystyle I=I_{0}+md^{2}},
hvor {\displaystyle I} er inertimomentet omkring en akse parallel med aksen igennem massemidpunktet, {\displaystyle I_{0}} er inertimomentet omkring en akse igennem massemidtpunktet, {\displaystyle m} er massen af legemet, og {\displaystyle d} er afstanden mellem akserne.

## Udledning
Teoremet kan simplest udledes ved, at lægge {\displaystyle x}- og {\displaystyle y}-planet vinkelret på omdrejningsaksen. Den forskudte akse ligger i origo, mens massemidtpunktet ligger i {\displaystyle d} på {\displaystyle x}-aksen. Inertimomentet i forhold til den forskudte akse er givet ved:
{\displaystyle I=\int r^{2}\,dm.}
hvor
{\displaystyle r^{2}=x^{2}+y^{2}}
Der kan nu lave en koordinattransformation, så massemidtpunktet ligger i origo. Det skal da gælde, at
{\displaystyle x=x'+d}
{\displaystyle y=y'}
Dette indsættes nu i formlen for inertimomentet
{\displaystyle I=\int \left[(x'+d)^{2}+y'^{2}\right]dm}
Ved at evaluere parentesen ses det, at
{\displaystyle I=\int (x^{2}+y^{2})dm+d^{2}\int dm+2d\int xdm}
Det første led er inertimomentet {\displaystyle I_{0}} for den uforskudte akse, mens det andet integrale giver massen af objektet. Det sidste led er et integrale af {\displaystyle x}, som er antisymmetrisk. Dvs. at integralet er positivt på den ene side af origo, men negativt på den anden side og derfor giver nul. Dermed er {\displaystyle I} givet ved
{\displaystyle I=I_{0}+md^{2}}
hvilket er parallel-akse-teoremet.
| Fysik | Spire Denne artikel om fysik er en spire som bør udbygges. Du er velkommen til at hjælpe Wikipedia ved at udvide den. |